# Mallophora argentipes
Mallophora argentipes là một loài ruồi trong họ Asilidae. Mallophora argentipes được Macquart miêu tả năm 1838. Loài này phân bố ở vùng Tân nhiệt đới.